# 保寧市
保寧市（ポリョンし）は、大韓民国忠清南道の都市。忠清南道西部に位置し、市内を長項線が通る。

## 地理
- 山：聖住山、烏棲山、玉馬山
- 河川：
- 湖沼：
- 島：元山島、外煙列島（外煙島、石島）、鹿島

### 隣接している自治体
- 洪城郡、青陽郡、扶餘郡、舒川郡

### 気候
海に面するため、忠清南道の中ではそれほど寒さは厳しくない。
- 最高気温極値37.8℃（1994年7月25日）
- 最低気温極値-17.6℃（1990年1月26日）

| 保寧市の気候                                                | 保寧市の気候 | 保寧市の気候 | 保寧市の気候 | 保寧市の気候 | 保寧市の気候 | 保寧市の気候  | 保寧市の気候  | 保寧市の気候   | 保寧市の気候  | 保寧市の気候 | 保寧市の気候 | 保寧市の気候 | 保寧市の気候     |
| 月                                                          | 1月          | 2月          | 3月          | 4月          | 5月          | 6月           | 7月           | 8月            | 9月           | 10月         | 11月         | 12月         | 年               |
| ----------------------------------------------------------- | ------------ | ------------ | ------------ | ------------ | ------------ | ------------- | ------------- | -------------- | ------------- | ------------ | ------------ | ------------ | ---------------- |
| 最高気温記録 °C （°F）                                      | 17.8 (64)    | 20.0 (68)    | 22.6 (72.7)  | 29.1 (84.4)  | 31.6 (88.9)  | 32.6 (90.7)   | 37.8 (100)    | 36.4 (97.5)    | 33.6 (92.5)   | 30.8 (87.4)  | 25.6 (78.1)  | 18.5 (65.3)  | 37.8 (100)       |
| 平均最高気温 °C （°F）                                      | 4.2 (39.6)   | 6.2 (43.2)   | 10.8 (51.4)  | 16.7 (62.1)  | 21.9 (71.4)  | 25.7 (78.3)   | 28.4 (83.1)   | 29.8 (85.6)    | 26.2 (79.2)   | 20.7 (69.3)  | 13.7 (56.7)  | 6.7 (44.1)   | 17.6 (63.7)      |
| 日平均気温 °C （°F）                                        | −0.2 (31.6)  | 1.2 (34.2)   | 5.5 (41.9)   | 11.1 (52)    | 16.5 (61.7)  | 21.1 (70)     | 24.8 (76.6)   | 25.7 (78.3)    | 21.2 (70.2)   | 15.1 (59.2)  | 8.6 (47.5)   | 2.1 (35.8)   | 12.7 (54.9)      |
| 平均最低気温 °C （°F）                                      | −4.4 (24.1)  | −3.3 (26.1)  | 0.4 (32.7)   | 5.7 (42.3)   | 11.7 (53.1)  | 17.1 (62.8)   | 21.9 (71.4)   | 22.3 (72.1)    | 16.9 (62.4)   | 10.1 (50.2)  | 4.1 (39.4)   | −2.0 (28.4)  | 8.4 (47.1)       |
| 最低気温記録 °C （°F）                                      | −17.6 (0.3)  | −16.4 (2.5)  | −9.6 (14.7)  | −5.2 (22.6)  | 2.2 (36)     | 6.6 (43.9)    | 13.8 (56.8)   | 12.1 (53.8)    | 4.8 (40.6)    | −1.3 (29.7)  | −8.1 (17.4)  | −16.0 (3.2)  | −17.6 (0.3)      |
| 降水量 mm （inch）                                          | 22.6 (0.89)  | 30.2 (1.189) | 42.0 (1.654) | 72.7 (2.862) | 87.5 (3.445) | 134.0 (5.276) | 248.1 (9.768) | 270.3 (10.642) | 135.4 (5.331) | 59.9 (2.358) | 53.7 (2.114) | 35.0 (1.378) | 1,191.4 (46.906) |
| 平均降水日数 （≥0.1 mm）                                    | 8.1          | 6.4          | 7.0          | 7.5          | 8.1          | 8.6           | 13.8          | 12.1           | 7.8           | 6.0          | 8.7          | 10.8         | 104.9            |
| % 湿度                                                      | 69.0         | 67.3         | 67.4         | 67.4         | 72.0         | 77.4          | 83.8          | 80.8           | 76.3          | 71.6         | 69.5         | 69.2         | 72.6             |
| 平均月間日照時間                                            | 160.8        | 175.8        | 217.1        | 225.9        | 237.8        | 203.7         | 162.3         | 193.8          | 203.1         | 211.5        | 165.7        | 153.5        | 2,311            |
| 出典：韓国気象庁 (平均値：1991年-2020年、極値：1972年-現在) |              |              |              |              |              |               |               |                |               |              |              |              |                  |

## 歴史

### 大川市・保寧市
- 1986年1月1日 - 保寧郡大川邑が大川市に昇格。
- 1994年10月1日 - 大川市役所が鳴川洞269番地4（聖住山路77）に移転。
- 1995年
  - 1月1日 - 大川市と保寧郡が合併し、保寧市が発足。金興泰が市長に。[4] （11面6洞）
  - 3月2日 - 熊川面が熊川邑に昇格。[5]（1邑10面6洞）。
  - 6月27日 - 市長選、金鶴顯が当選。
- 1998年
  - 6月4日 - 市長選、申俊熙が当選。
  - 10月28日 - 王大洞が玄浦洞に編入。[6]（1邑10面5洞）
- 1999年7月20日 - 元洞が大川1洞に、大冠洞が大川2洞に、大新洞が大川3洞に、興徳洞が大川4洞に、玄浦洞が大川5洞にそれぞれ改称。[7]
- 2002年6月13日 - 市長選、李時雨が当選。
- 2006年5月31日 - 市長選、申俊熙が返り咲き当選。
- 2010年 - 市長選、李時雨が返り咲き当選。

### 保寧郡
- 三国史記に保寧・藍浦の記載あり。百済の新村・寺浦を景徳王が新邑・藍浦に改めたものである。
- 1914年4月1日 - 郡面併合により、保寧郡・藍浦郡および鰲川郡の大部分（開也島・竹島・煙島・於青島を除く）を保寧郡として編成。保寧郡に以下の面が成立。[8]（10面）
  - 周浦面・青所面・大川面・青蘿面・藍浦面・熊川面・珠山面・嵋山面・鰲川面・川北面

| 朝鮮総督府令第111号                      |            |
| 旧行政区画                               | 新行政区画 |
| 保寧郡周浦面、長尺面一部、睦忠面一部     | 周浦面     |
| 保寧郡青所面、長尺面の一部、睦忠面の一部 | 青所面     |
| 保寧郡于羅面、睦忠面の一部               | 大川面     |
| 保寧郡青蘿面、吾三田面                   | 青蘿面     |
| 藍浦郡郡内面、新安面、北内面             | 藍浦面     |
| 藍浦郡熊川面、古邑面                     | 熊川面     |
| 藍浦郡佛恩面、習衣面                     | 珠山面     |
| 藍浦郡北外面、深田面                     | 嵋山面     |
| 結城郡加山面                             | 川北面     |
| 鰲川郡川北面                             | 川北面     |
| 鰲川郡川東面、下南面の一部、下西面       | 鰲川面     |
- 1917年10月1日 - 周浦面新城里が保寧里に改称。[9]
- 1963年1月1日 - 大川面が大川邑に昇格。[10]（1邑9面）
- 1970年7月27日 - 嵋山面聖住出張所を設置。[11]
- 1971年2月1日 - 周浦面舟橋出張所を設置。[12]
- 1983年2月15日（1邑9面）
  - 鰲川面挿矢島里の内波水島・外波水島・外島が瑞山郡安眠邑に編入。[13]
  - 鰲川面葛峴里の一部が周浦面撚紙里に編入。[14]
- 1986年
  - 1月1日 - 大川邑が大川市に昇格・分離。[15]（9面）
  - 3月27日 - 嵋山面聖住出張所が聖住面に昇格。[16]（10面）
- 1989年4月1日 - 周浦面舟橋出張所が舟橋面に昇格。[17]（11面）
- 1994年2月4日 - 元山島出張所を設置。[18]
- 1995年1月1日 - 保寧郡が大川市と合併し、保寧市が発足。これにより保寧郡は廃止。

## 行政

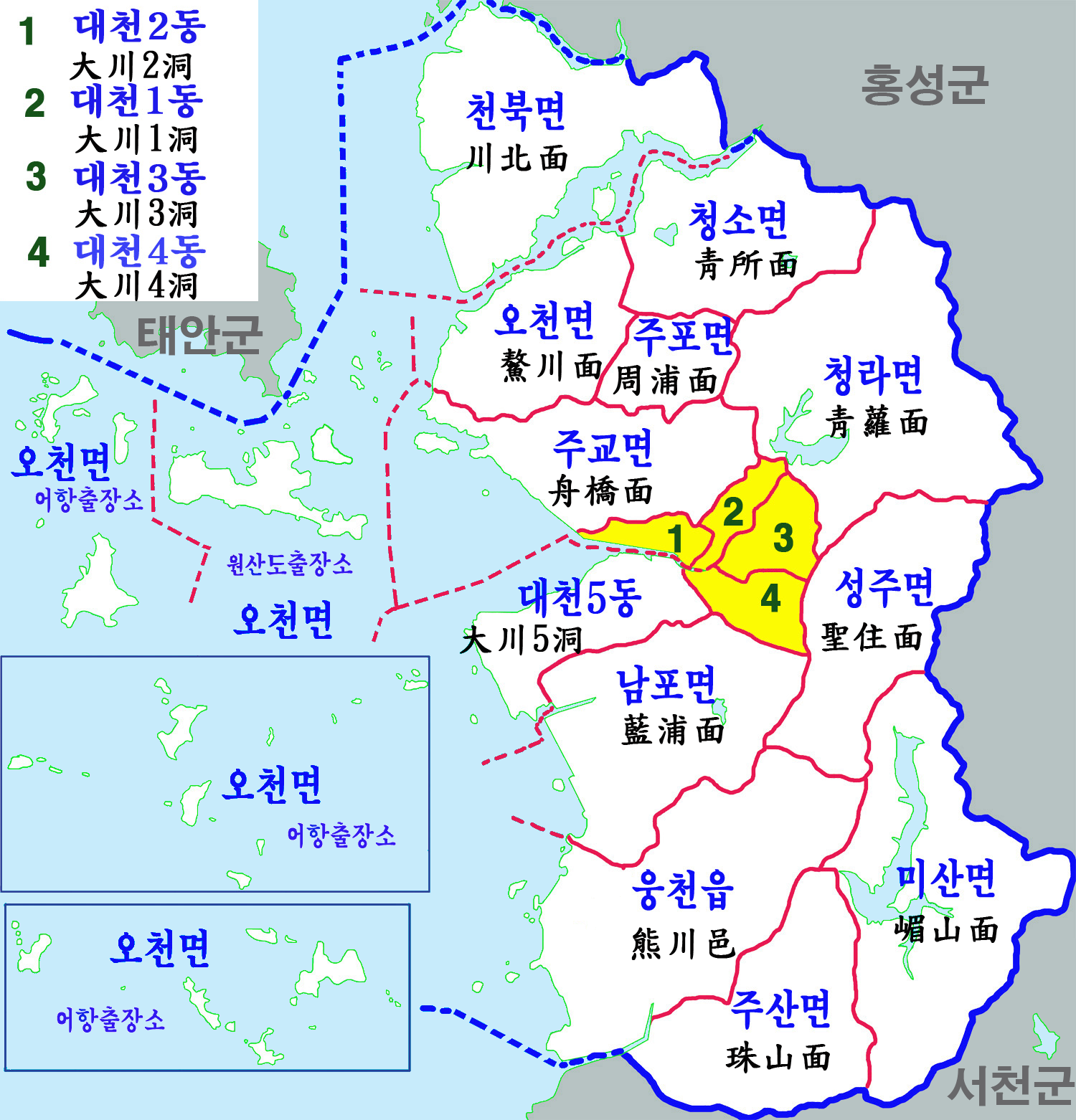
行政区域図

- 市長：李時雨

### 行政区域
| 行政洞・邑・面 | 法定洞・法定里                                                                                                   |
| -------------- | --- |
| 大川1洞        | 大川洞、竹亭洞                                                                                                   |
| 大川2洞        | 大川洞 |
| 大川3洞        | 花山洞、東垈洞                                                                                                   |
| 大川4洞        | 宮村洞、鳴川洞                                                                                                   |
| 大川5洞        | 藍谷洞、蓼庵洞、内項洞、新黒洞                                                                                   |
| 熊川邑         | 坪里、水芙里、城洞里、大昌里、大川里、杜龍里、九龍里、冠堂里、独山里、小篁里、篁橋里、竹清里、芦川里             |
| 周浦面         | 館山里、馬江里、保寧里、鳳堂里、蓮芝里                                                                           |
| 舟橋面         | 高亭里、寛倉里、松鶴里、新垈里、隠浦里、舟橋里                                                                   |
| 青所面         | 聖淵里、新松里、野峴里、長谷里、才井里、井田里、竹林里、真竹里                                                   |
| 青蘿面         | 蘿院里、内峴里、昭陽里、新山里、玉渓里、奄峴里、蟻坪里、長山里、長峴里、香泉里、黄龍里                           |
| 藍浦面         | 達山里、鳳徳里、三賢里、巣松里、新興里、陽基里、梁項里、玉東里、玉西里、月田里、邑内里、帝釈里、倉洞里           |
| 珠山面         | 金岩里、東五里、三谷里、新九里、野龍里、柳谷里、珠野里、甑山里、倉岩里、花坪里、篁栗里                           |
| 嵋山面         | 平羅里、桃花潭里、豊渓里、龍水里、勒田里、都興里、鳳城里、玉峴里、隠峴里、内坪里、三渓里、大農里、豊山里、南深里 |
| 聖住面         | 聖住里、開花里                                                                                                   |
| 鰲川面         | 蘇城里、永保里、校成里、葛峴里、烏浦里、孝子島里、元山島里、挿矢島里、鹿島里、外煙島里                           |
| 川北面         | 弓浦里、洛東里、沙湖里、新徳里、新竹里、長隠里、河満里、鶴城里                                                   |

### 警察
- 保寧警察署

### 消防
- 保寧消防署

## 姉妹都市・提携都市

### 海外
- 藤沢市（日本 神奈川県）
  - 2002年11月15日提携
- 高浜町（日本 福井県大飯郡）
  - 2007年10月18日友好都市提携

## 地域

### 教育
- 亜州自動車大学

## 交通

### 鉄道路線
- 長項線
  - 元竹駅 - 青所駅 - 周浦駅 - 大川駅 - 藍浦駅 - 熊川駅 - 艮峙駅（廃駅）
- 舒川火力線（廃止）
  - 艮峙駅

### 道路
- 高速道路
  - 西海岸高速道路
    - 武昌浦インターチェンジ - 大川インターチェンジ - 大川サービスエリア

### 船舶
- 大川港
- 鰲川港

## 名所・旧跡・観光スポット・祭事・催事
- 大川海水浴場

- 毎年7月中旬に大川海水浴場で｢保寧マッドフェスティバル｣が行われる。

## 出身有名人
- イ・ソニ（歌手）
- 李文求（小説家）
- 李大炯（プロ野球選手・KTウィズ所属）

## その他
- 保寧火力発電所がある。